# 2024年9月以色列人質協議抗議
2024年9月1日，以色列國防軍在搜救行動發現6名在2023年哈馬斯襲擊以色列中被綁架者的屍體，其中包括赫什·戈德堡-波林，隨後以色列爆發抗議活動。

## 背景

### 以色列人質危機
2023年10月7日，哈馬斯對以色列發動攻擊，綁架約251人，同時超過1180人被殺。

### 搜救行動
2024年9月1日，以色列國防軍宣佈，哈馬斯所劫持的6名人質，包括赫什·戈德堡-波林，在拉法地下隧道中被發現遇害。以色列衛生部的法醫檢查顯示，人質是在發現前數天被槍殺。哈馬斯指責以色列未能達成停火協議，這才使人質喪命。哈馬斯宣稱人質是因以色列空襲而死。

## 抗議

### 以色列全境
根據人質與失蹤家庭論壇的數據，以色列全國超過70萬名以色列人走上街頭抗議，其中特拉維夫就有55萬人參加。這次抗議活動是自11個月前以色列—哈馬斯戰爭爆發以來規模最大的反政府示威。

### 特拉維夫
抗議者從迪岑哥夫街遊行至以色列國防軍總部，並在城市各處展示6具象徵被找回的6具遺體的道具棺材。抗議隊伍中包括以色列總工會主席阿倫·巴爾-大衛和基布茲運動秘書長利奧爾·西姆查 。抗議者封鎖阿亞隆高速公路達3個小時，並向道路上投擲物品，燃起營火，甚至燃放煙火。以色列警方則使用至少4顆震撼彈和泡沫水炮進行驅散，導致包括以色列國會議員納馬·拉齊米在內的多人輕傷。特拉維夫有29人因擾亂秩序、破壞和襲擊警察而被捕。

### 耶路撒冷
在耶路撒冷，成千上萬的抗議者於以色列總理辦公室外集會抗議，當時正在進行內閣會議中。抗議者吹響哨子和喇叭，要求立即達成停火協議。期間也封鎖部分街道。以色列警方對聚集在城市主要入口外的數百人使用「臭鼬」水炮。數千名抗議者手持覆蓋以色列國旗的棺材，聚集在本雅明·內塔尼亞胡的官邸外，高喊「現在就達成協議」。警方在奪走抗議者的棺材後，現場爆發衝突，數人被捕。

### 國際
在美國華盛頓特區，示威者聚集在以色列駐美國大使麥可·赫爾佐格的官邸外，呼籲結束戰爭。

## 罷工
以色列最大的工會以色列工人总组织宣佈將於9月2日進行一天的罷工。但由於勞工法院裁定罷工不合法，罷工提前結束。

## 政府回應
CNN報導指，以色列總理本雅明·內塔尼亞胡對於這次抗議活動感到「憂心」。